# Super Bowl XXI
Super Bowl XXI je bio završna utakmica 67. po redu sezone nacionalne lige američkog nogometa. U njoj su se sastali pobjednici NFC konferencije New York Giantsi i pobjednici AFC konferencije Denver Broncosi. Pobijedili su Giantsi rezultatom 39:20, te tako osvojili svoj peti naslov prvaka, prvi u eri Super Bowla.
Utakmica je odigrana na stadionu Rose Bowl u Pasadeni u Kaliforniji, kojoj je to bilo četvrto domaćinstvo Super Bowla (zadnje Super Bowl XVII 1983. godine).

## Tijek utakmice
| Četvrtina | Vrijeme | Momčad | Informacija o promjeni rezultata                                                  | Rezultat | Rezultat |
| Četvrtina | Vrijeme | Momčad | Informacija o promjeni rezultata                                                  | Giants   | Broncos  |
| --------- | ------- | ------ | --------------------------------------------------------------------------------- | -------- | -------- |
| 1         | 10:51   | DEN    | field goal (Karlis)                                                               | 0        | 3        |
| 1         | 5:27    | NYG    | touchdown dodavanjem (Simms-Mowatt), uspješan pokušaj za dodatni poen (Allegre)   | 7        | 3        |
| 1         | 2:06    | DEN    | touchdown probijanjem (Elway), uspješan pokušaj za dodatni poen (Karlis)          | 7        | 10       |
| 2         | 2:46    | NYG    | safety nakon obaranja "quarterbacka" (Martin)                                     | 9        | 10       |
| 3         | 10:08   | NYG    | touchdown dodavanjem (Simms-Bavaro), uspješan pokušaj za dodatni poen (Allegre)   | 16       | 10       |
| 3         | 3:54    | NYG    | field goal (Allegre)                                                              | 19       | 10       |
| 3         | 0:24    | NYG    | touchdown probijanjem (Morris), uspješan pokušaj za dodatni poen (Allegre)        | 26       | 10       |
| 4         | 10:56   | NYG    | touchdown dodavanjem (Simms-McConkey), uspješan pokušaj za dodatni poen (Allegre) | 33       | 10       |
| 4         | 6:01    | DEN    | field goal (Karlis)                                                               | 33       | 13       |
| 4         | 4:18    | NYG    | touchdown probijanjem (Anderson), promašen pokušaj za dodatni poen                | 39       | 13       |
| 4         | 2:06    | DEN    | touchdown dodavanjem (Elway-Johnson), uspješan pokušaj za dodatni poen (Karlis)   | 39       | 20       |

## Statistika utakmice

### Statistika po momčadima
| Statistika                                                      | New York Giants | Denver Broncos |
| --------------------------------------------------------------- | --------------- | -------------- |
| Prvih pokušaja                                                  | 24              | 23             |
| Ukupno osvojenih jardi                                          | 399             | 372            |
| Broj napada probijanjem                                         | 38              | 19             |
| Ukupno jardi osvojenih probijanjem                              | 136             | 52             |
| Broj napada s kompletiranim dodavanjem/ukupno napada dodavanjem | 22/25           | 26/41          |
| Ukupno jardi osvojenih dodavanjem                               | 263             | 320            |
| Izgubljenih lopti                                               | 0               | 1              |
| Prekršaji (izgubljenih jardi)                                   | 6 (48)          | 4 (28)         |
| Vrijeme posjeda lopte (min:s)                                   | 34:39           | 25:21          |

### Statistika po igračima
| Quarterback      | Dodavanja* | Yds** | TD*** | Int**** |
| ---------------- | ---------- | ----- | ----- | ------- |
| Phil Simms (NYG) | 22/25      | 268   | 3     | 0       |
| John Elway (DEN) | 22/37      | 304   | 1     | 1       |

Napomena: * - broj kompletiranih dodavanja/ukupno dodavanja, ** - ukupno jardi dodavanja, *** - broj touchdownova (polaganja), **** - broj izgubljenih lopti